# 전봉건
전봉건(全鳳健, 1928년 10월 5일 ~ 1988년 6월 13일)은 대한민국의 시인이다.

## 생애
평안남도 안주에서 태어났다. 1945년 평양 숭인중학교를 졸업하고 1946년 월남하여 시인이었던, 형 전봉래의 영향으로 문학 수업을 시작했다. 1950년 <문예>지에 시가 추천됨으로써 시단에 등단했다. 1957년에 김광림, 김종삼 등과 3인 시집 《전쟁과 음악과 희망과》를 발표한 바 있다. 1959년 제3회 한국시인협회상을 수상했다. 시집에 <사랑을 위한 되풀이>(1955), 시론집 <시를 찾아서>(1961) 등이 있다.

## 저서

### 시집
- 《새들에게》(1983)
- 《전봉건시선》(1985)
- 《트럼펫과 천사》(1986)
- 《아지랭이 그리고 아픔》(1987)
- 《기다리기》(1987)

### 산문집
- 《플루트와 갈매기》(1986)